# Hare Krishna
För andra betydelser, se Hare Krishna (olika betydelser).

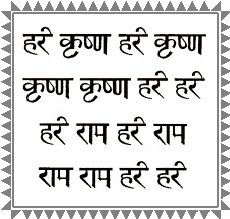
Mahamantra

Hare Krishna, även kallad Krishnarörelsen, eller ISKCON (The International Society for Krishna Consciousness), är en religiös rörelse som registrerades i USA 1966. Grundaren hette Srila Prabhupada. Namnet "hare krishna" kommer från de namn på Gudomens Högsta Personlighet gud, som de troende reciterar dagligen på sina radband. Detta kallas Maha-mantrat, vilket betyder "det stora mantrat för befrielse".

## Historik

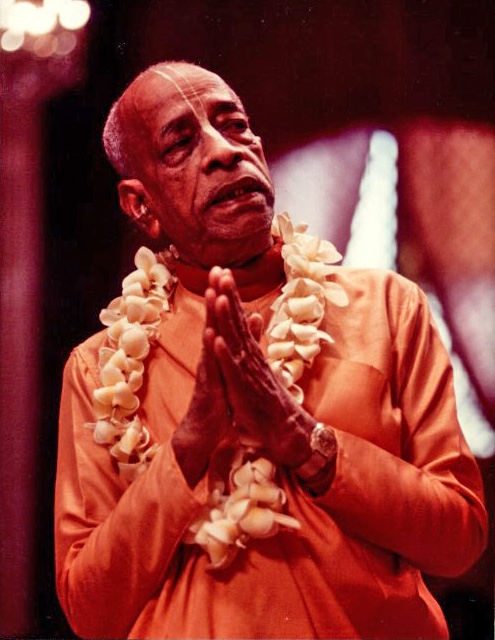
Srila Prabhupada.

Krishnarörelsen etablerades i västvärlden 1966 av A.C. Bhaktivedanta Swami Prabhupada (vanligen kallad "Srila Prabhupada" av lärjungarna) och rörelsen leds efter Prabhupadas död av en 24-mannastyrelse. Rörelsen bedöms globalt ha cirka en miljon medlemmar varav några hundra i Sverige.[när?]
Vaisnavismen har mycket gamla rötter i Indien, där den alltid haft en lika stark ställning som monismen. Under 1500-talet genomfördes betydande reformer och revitalisering under inflytande av Yuga-avataren Sri Krishna Chaitanya Mahaprabhu, och rörelsen tillhör Sri Brahma-Madhava-Gaudiya Vaishnava-traditionen. Sri Krishna Chaitanya införde Kali-yugas religionsutövande i hela Indien; sankirtana-yajña; sjungandet av Hare Krishna mantrat och förutspådde att Guds heliga namn skulle sjungas i varje stad och by i hela världen, profetian uppfylldes sa Srila Prabhupada. Prabhupadas andliga mästare, Bhaktisiddhanta Sarasvati Thakur gav sin unge lärjunge livsuppgiften att sprida Herren Chaitanyas budskap till den engelskspråkiga världen, ett uppdrag han förberedde sig inför under större delen av sitt liv. Etablerandet av tempel, där man följer den traditionella vaisnavalivsstilen parallellt med översättning och distribution av de väsentligaste delarna av vedaskrifterna sett ur ett vaisnavaperspektiv samt förmågan att samla hängivna följeslagare som skulle sprida hans lära vidare efter hans bortgång, var Prabhupadas främsta gärningar. 

### I Sverige
Prabhupada kom till Sverige 1973, och där finns det nu hundratals medlemmar.
I Sverige finns tre tempel i Stockholmstrakten, ett i Göteborg och ett i Lund: 
- Hare Krishna center på Fridhemsplan, som till vardags innehåller Govindas restaurang och butik. Här finns även ett tempel med regelbundna program och söndagsfester, öppna hus-arrangement med musik, föredrag och en vegetarisk festmåltid;
- Korsnäs gård i Grödinge vars huvudverksamhet är bokförlaget BBT som producerar de böcker Srila Prabhupada översatte från sanskrit till engelska på många andra språk. Där dyrkas också gudsgestalter av Radha-Krishna.
- Almviks gård ligger utanför Järna och var ursprungligen ett jordbrukskollektiv med templet i centrum, där "Herren Caitanya" dyrkas i sin Pancha-Tattva-form. Detta har ändrats till en form av by efter önskemål från medlemmarna som till stor del består av familjer. Denna organisationsform ger möjlighet för stor närhet och delaktighet för familjer som av naturliga skäl sköter sin försörjning på annat håll och låter ashramalivet fortgå för dem som önskar detta.

Demografiskt har Almviks gård kommit att bli det tempel som attraherat flest barnfamiljer - här har även tidigare drivits enskild skola på grundskolenivå. Tyvärr har vissa av barnen farit illa i den före detta skolan. "Sandra", vars historia berättas i Esséns "Sektbarn", är ett före detta svenskt Hare-Krishna-barn, som tilldömdes skadestånd i USA-processen. Krishnarörelsen har vidtagit åtgärder för att skydda barn till medlemmar.
Utanför templen och ashrams i Sverige finns flera hundra församlingsmedlemmar som arbetar ute i samhället och prakticerar en Krishnamedveten livsstil i sina hem; Bhakti-yoga.

### Restaurangverksamhet
Krishna-rörelsen driver i hela världen restauranger med namnet Govindas, där vegetarisk mat serveras för att sprida vegetarianismen.

## Teologi

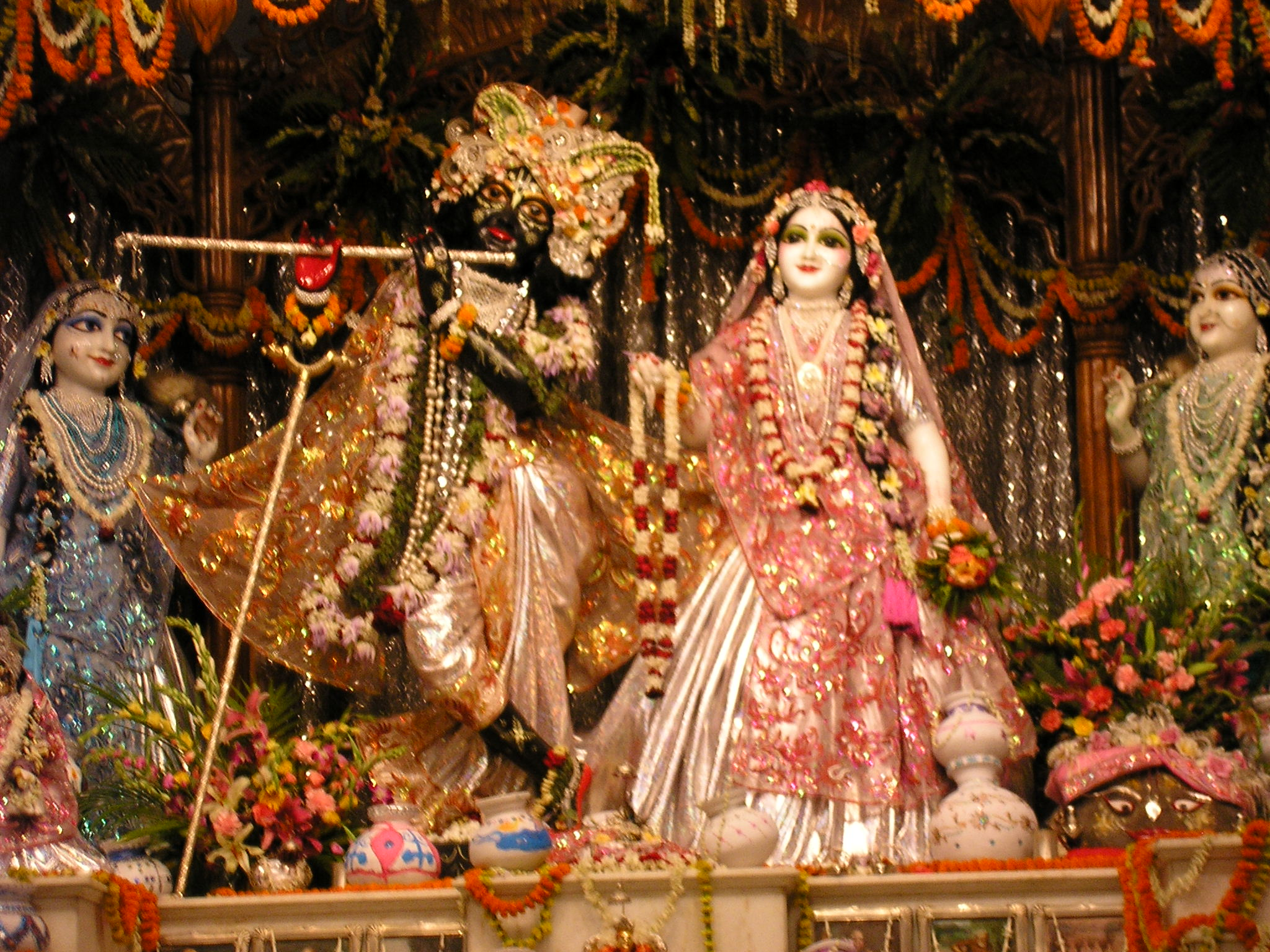
Radha-Madhava

Rörelsen har sitt ursprung i hinduismen och är monoteistisk, då den tillhör Brahma-Madhva-Gaudiya sampradaya -grenen (jfr Dvaita). Man tror på en personlig Gud, alltså inte energi eller världssjäl. Rörelsens filosofi baseras på den hinduiska kanon, primärt Bhagavad-Gita (en del av Mahabharata) och Srimad Bhagavatam. Grundförståelsen är att man är själen, medvetandet och inte kroppen. Själen är en evig fragmentarisk del av Gudomens Högsta Personlighet, Sri Krishna, och har ett evigt förhållande till Honom i tjänande kärlek (bhakti). Så länge man identifierar sig med den materiella kroppen och åsidosätter själens andliga behov, återföds den eviga själen gång på gång i den materiella världen i olika kroppar i enlighet med sitt medvetande och sina handlingars följder (karma). 
Den främsta metoden att övervinna illusionen av materiell identifikation är shravanam kirtanam - hörandet och lovsjungandet av Krishnas heliga namn, huvudsakligen i form av Maha-mantrat. Detta väcker själens ursprungliga Gudskärlek och andliga medvetande. Detta mantra sjungs gemensamt på tempelceremonier och också offentligt under missionerande verksamhet, så kallad harinam. Varje medlem ägnar också tid dagligen åt att meditera på Hare Krishna-mantrat. Traditionellt används ett radband med 108 kulor och bönen reciteras en gång på varje kula. En invigd lärjunge mediterar minst 16 varv på radbandet dagligen. En hjälp är de reglerande principerna -  medlemmarna är vegetarianer, har inte sex utanför äktenskapet, undviker alla berusningsmedel inklusive tobak, kaffe och svart te samt spelar inte om pengar. 
I motsats till monistiska grenar av vedaföljare är målet aldrig att uppgå i "den högste", eller att bli fri från önskningar. Själen är evigt en person med en relation till Krishna, Gudomens Högsta Personlighet. Genom Bhakti-yoga processen kan den Krishnahängivne komma i kontakt med Gud och Han uppenbarar Sig för Sin hängivne allt eftersom den hängivne renas från den materiella identifikationen med kroppen.
I likhet med de abrahamitiska religionerna är vaishnavismen monoteistisk, riktad mot ett personligt förhållande i kärlek till Gud, Krishna där man ytterst sett är beroende av Hans nåd och Guruns nåd för att göra andliga framsteg.

### Sankirtana
Sankirtana är den viktigaste riten. Den innebär att Maha-mantrat med de tre namnen "Hare", "Krishna" och "Rama" upprepas på följande sätt:
Hare Krishna, Hare Krishna,
Krishna Krishna, Hare Hare
Hare Rama, Hare Rama,
Rama Rama, Hare Hare
Hara är Krishnas feminina, andliga aspekt eller energi. Hari är ett namn på Krishna, Krishna är enligt rörelsens tolkning ett namn på Gud, som betyder "Den alltigenom attraktiva" - allt man attraheras av och söker på andra ställen finns alltid hos Honom. Rama är enligt rörelsens tolkning ett namn på Krishna som betyder "All glädjes källa".

## Det dagliga livet

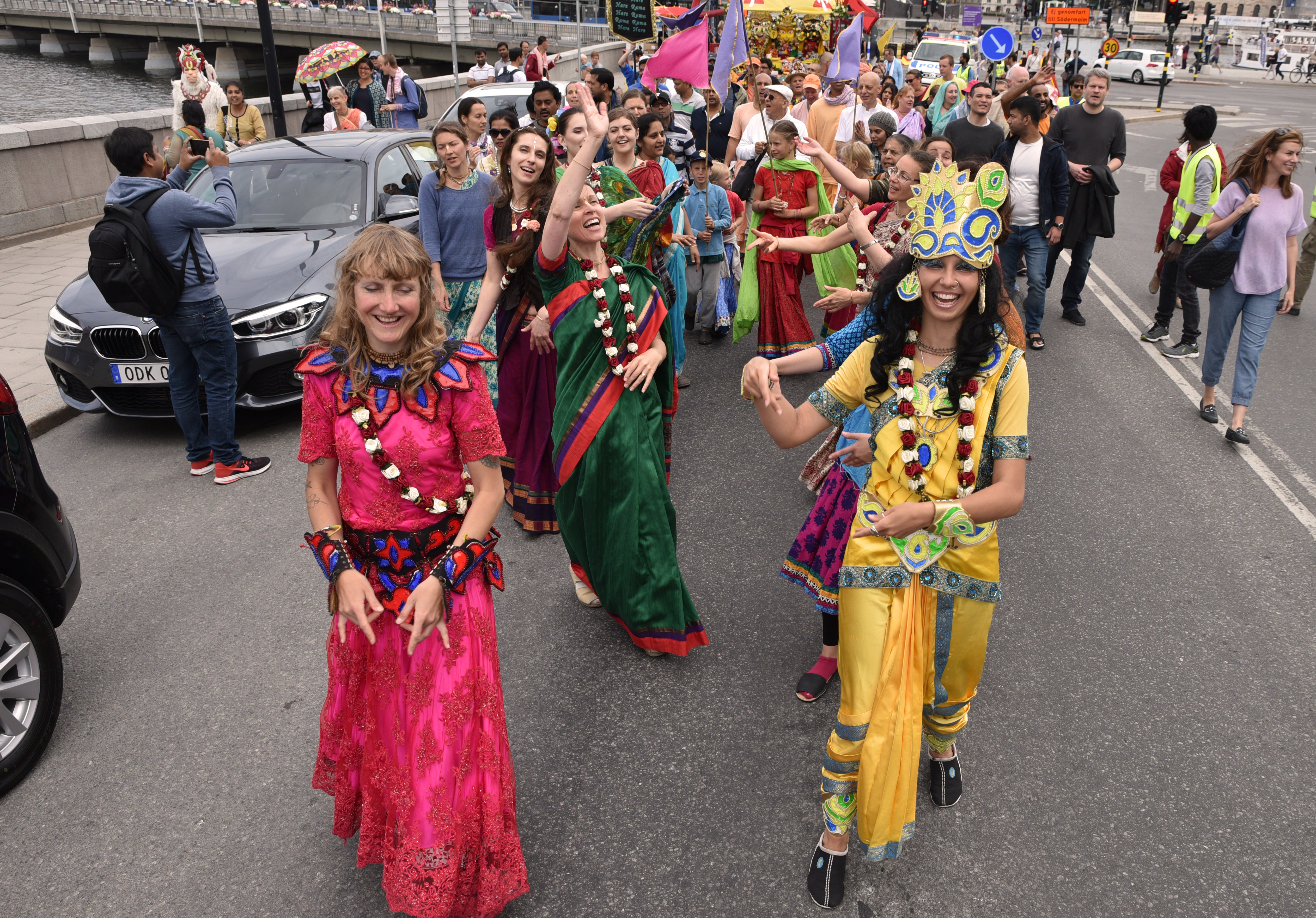
Hare Krishna Stockholm firar den Indiska vagnsfestivalen Ratha Yatra 2017.

När Srila Prabhupada grundade Krishna-rörelsen låg fokus på att översätta och distribuera vedisk litteratur och att etablera tempelkollektiv. Ungefär 94% av Hare Krishna-medlemmar lever ute i samhället. Livet i kollektivet är som ett vanligt klosterliv, och karaktäriseras av dagliga rutiner för ett liv med Krishna i centrum. Meditation som inom Krishnarörelsen primärt innebär reciterande av Hare Krishna maha-mantrat; tempelprogram där medlemmar och gäster samlas i tempelrummet framför altaret där man hälsar Krishnas form med sång av traditionella hymner och föredrag baserade på texter ur framför allt Bhagavad-Gita och Srimad Bhagavatam; missionsverksamhet genom bokförsäljning, program, radioprogram och det gemensamma sjungandet av Krishnas heliga namn på gator och torg och arbete i rörelsens olika affärsverksamheter (främst förlags- och restaurangverksamhet) uppfyller dagen för munkarna och nunnorna och vissa familjer. Bhakti-yogas filosofi säger att det optimala är om man kan arrangera sin dag så att varje handling kan bli en tjänst till Gud i kärlek och detta är Krishnarörelsens ambition på ett praktiskt plan.
Medlemmarna lovar vid invigningen att dagligen meditera på maha mantrat (minst 16 varv på radbandet som består av 108 kulor; då reciteras mantrat en gång per kula) och att följa fyra reglerande principer. Dessa är: 
1. Inget ätande av kött, fisk, ägg, svamp eller lök
2. Inget nyttjande av berusningsmedel, inklusive kaffe, svart te och cigaretter
3. Inget spel om pengar
4. Inget sexliv utanför äktenskapet.

Detta innebär att man normalt antingen lever som munk eller nunna under studietiden/livet fram till äktenskapet (brahmachari respektive brahmacharini), att man lever som gift eller att man tar ett livstidslöfte som munk (sannyasi).

## Tempeldyrkan (Archa Vigraha)
Krishnarörelsen följer tusentals år gamla traditioner för dyrkan av Gudsgestalter i templet, som baserar sig på vedaskrifterna.